# اومبرتو باربارو
اومبرتو باربارو (ایتالیایی: Umberto Barbaro؛ ‏ ۳ ژانویهٔ ۱۹۰۲ – ۱۹ مارس ۱۹۵۹) کارگردان فیلم، زبان‌شناس، فیلم‌نامه‌نویس، تدوین‌گر و مترجم اهل ایتالیا بود.
از فیلم‌هایی که وی در آن‌ها نقش داشته‌است، می‌توان به زیبای خفته و فابیولا اشاره نمود.